# All You Wanted
All You Wanted è un brano musicale di Michelle Branch, estratto come secondo singolo dal suo album di debutto, The Spirit Room. È divenuto il più grande successo della cantante sino ad ora come solista, per essere stato alla numero 6 nella Billboard Hot 100 nella settimana del 25 maggio 2002.
È stato inserito nel videogioco Karaoke Revolution.

## Critiche
James McGrath del sito IGN ha scritto: "Il brano presenta un bel lavoro di chitarra e ancora, un ritornello strepitosamente orecchiabile. È questa la canzone che ha risollevato le vendite dell'album e ha fatto incrementare i suoi fanclub".

## Tracce
Australian CD Single
1. All You Wanted
2. Everywhere (Acoustic Version)
3. If Only She Knew

## Video
Il video, diretto da Liz Friedlander, mostra la cantante che entra in un pub e rimprovera il suo ragazzo, costernata dal suo comportamento. I due salgono poi su un autobus e la cantante si siede lasciando un posto vuoto per il ragazzo ma questi la ignora e va a sedersi vicino ai suoi amici.
Il video ha ricevuto nomination nelle categorie miglior video femminile e miglior video pop agli MTV Video Music Awards 2002.

## Classifiche
| Classifica (2002) | Posizione più alta |
| ----------------- | ------------------ |
| Australia         | 25                 |
| Belgio (Fiandre)  | 63                 |
| Germania          | 91                 |
| Italia            | 42                 |
| Nuova Zelanda     | 3                  |
| Paesi Bassi       | 84                 |
| Regno Unito       | 33                 |
| Stati Uniti       | 6                  |